# Keriman Halis
Keriman Halis (Istanbul, 16 de febrer de 1913 - 28 de gener de 2012) fou una pianista i model turca que va guanyar el títol de Miss Univers el 1932.
Va néixer a Istanbul en temps otomans com a filla de l'home de negocis Tevfik Halis i Ferhunde Hanım, i va tenir cinc germans. Després de la llei de cognoms, fou coneguda com a Keriman Halis Ece. (Ece en turc significa "reina" i el cognom fou suggerit per Mustafa Kemal Atatürk.)
Keriman Halis va guanyar el títol de Miss Univers en el concurs internacional "International Pageant of Pulchritude" realitzat entre 1926 i 1935, en la seva edició de 1932, organitzada a la ciutat de Spa, Bèlgica, el dia 31 de juliol. Per anar a aquest concurs fou triada el 3 de juliol de 1932, en el concurs de bellesa Miss Turquia, realitzat pel diari Cumhuriyet des de 1929. Segons alguna font Keriman Halis era d'origen ètnic ubikh.
Va morir a Istanbul on es sepultada al cementiri de Feriköy, després d'una cerimonia funeral dins d'un taüt cobert amb una bandera turca.